# パラ (チャド)
パラ（フランス語: Pala）はチャドの町である。西マヨ・ケッビ州の州都である。

## 交通

### 空港
- パラ空港（英語版）

## 出身者
- アルベール・パイミ・パダケ